# 槐束丝壳
槐束丝壳（学名：Trichocladia sophorae）是属于白粉菌目白粉菌科束丝壳属的一种真菌，寄生在槐属植物上。该种分布于中国、俄罗斯。